# Abhandlungen der Kaiserlich-königlichen Zoologisch-botanischen Gesellschaft in Wien
Abhandlungen der Kaiserlich-königlichen Zoologisch-botanischen Gesellschaft in Wien (abreviado Abh. K.K. Zool.-Bot. Ges. Wien. En español, podría traducirse como :Tratados de la Sociedad Zoológico-Botánica Imperial-Real de Viena) es una revista ilustrada con descripciones botánicas que fue editada en Austria. Comenzó su publicación en el año 1901.